# Sengeirac
Sengeirac (en francès Saint-Geyrac) és un municipi francès situat al departament de la Dordonya i a la regió de la Nova Aquitània.

## Demografia
| 1962                                       | 1968 | 1975 | 1982 | 1990 | 1999 | 2007 |
| ------------------------------------------ | ---- | ---- | ---- | ---- | ---- | ---- |
| 265                                        | 253  | 244  | 235  | 212  | 199  | 228  |
| Des de 1962: població sense dobles comptes |      |      |      |      |      |      |

## Administració
| Període | Identitat             | Partit        |
| ------- | --------------------- | ------------- |
| 1995-   | Jean-François Mathieu | Divers gauche |